# Papier millimétré

Papier millimétré.

Le papier millimétré est un papier quadrillé qui comporte des graduations tous les millimètres, verticalement comme horizontalement. Il présente tous les centimètres de plus grosses graduations, et d'encore plus épaisses tous les cinq centimètres. De ce fait, il est très utilisé en sciences pour tracer manuellement des graphiques. Il est maintenant concurrencé par l'ordinateur.